# Nereis zhongshaensis
Nereis zhongshaensis är en ringmaskart som beskrevs av Shen och Sun in Sun, Wu 1978. Nereis zhongshaensis ingår i släktet Nereis och familjen Nereididae. Inga underarter finns listade i Catalogue of Life.